# Танатар (Башкортостан)
Танатар (баш. Таңатар) — деревня в Хайбуллинском районе Башкортостана, входит в Новозирганский сельсовет.

## Географическое положение
Расстояние до:
- районного центра (Акъяр): 13 км,
- центра сельсовета (Новый Зирган): 4 км,
- ближайшей ж/д станции (Сара): 71 км.

Находится на правом берегу реки Таналык.

## Население
| 2002 | 2010 |
| ---- | ---- |
| 14   | ↘12  |

Национальный состав
Согласно переписи 2002 года, преобладающая национальность — башкиры (93 %).